# Exposition industrielle de Choson
L’exposition industrielle de Choson est une foire coloniale organisée pour marquer le 5e anniversaire de l'établissement de la Corée japonaise. Premier événement officiel du nouveau gouvernement, elle s'est tenue à Gyeongseong (ancien nom de Séoul) pendant 50 jours, du 11 septembre au 31 octobre 1915,.

## Contexte
Cette exposition prend place au moment où la Corée s'industrialise et se modernise à la suite de l'annexion par le Japon de la Corée en 1910. Cette exposition a été conçue comme un outil de propagande pour justifier la colonisation par le Japon de la Corée, elle constitue un moyen d'introduire des formes modernes de culture de masse et de spectacle au peuple coréen.
Cette exposition montre la vision japonaise sur la Corée de l'époque, comme étant incivilisée vision qui sera différente de l'exposition de 1929, où les Coréens seront plus vus comme des partenaires, partageant des valeurs communes.

## Emplacement, bâtiments, architecture
L'exposition s'est tenue dans l'enceinte du palais de Gyeongbokgung (ce palais qui était le plus important de la Dynastie Choson) et s'est déroulée à la fois dans des bâtiments existants et dans des bâtiments nouvellement construits.
La disposition des lieux a été conçue de manière à faire contraster l'architecture ancienne (coréenne) avec l'architecture moderne (japonaise). Par exemple, les visiteurs entraient par la porte existante de Gwanghwamun, puis voyaient le nouvel Illhogwan (première salle d'exposition), qui se trouvait devant la salle du trône de Geunjeongjeon. Par ailleurs, plusieurs anciens bâtiments traditionnels ont été détruits.

## Nom
Le nom officiel de l'exposition est « Shijŏng onyŏn kinyŏm Chosŏn mulsan kongjinhoe » (始政五年記念朝鮮物產共進會 ; translittération en japonais : Shisei gonen kinen Chōsen bussan kyōshinkai), signifiant « l'exposition [des produits] industriel de Chosŏn en commémoration du cinquième anniversaire de la colonisation ».

## Contenu
Il y avait plus de 40 000 objets exposés, principalement japonais et coréens, avec quelques objets taïwanais. Il y avait des objets agricoles dans l'Illhogwan, et d'autres objets dans les salles Kigyegwan (machines) et les salles Ch'amgogwan (référence).

## Fréquentation
Plus d'un million de personnes ont visité l'exposition avant sa fermeture le 31 octobre 1915,. Officiellement 1 164 383 personnes (dont 727 000 coréens) sur les 16 millions que comptait la Corée ont fait la visite de cette exposition.

## Galerie

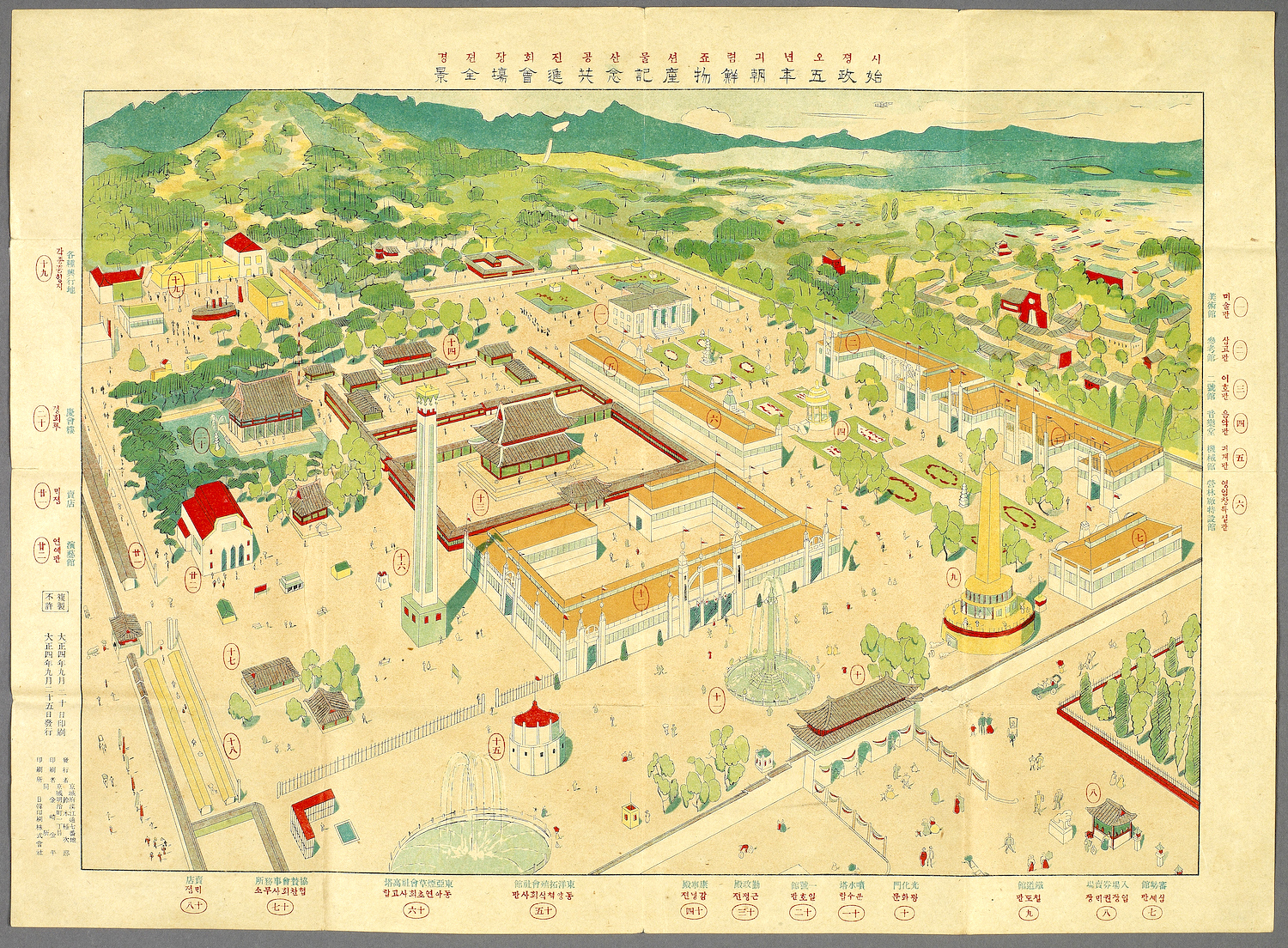
Vue panoramique de l'exposition industrielle de Choson.
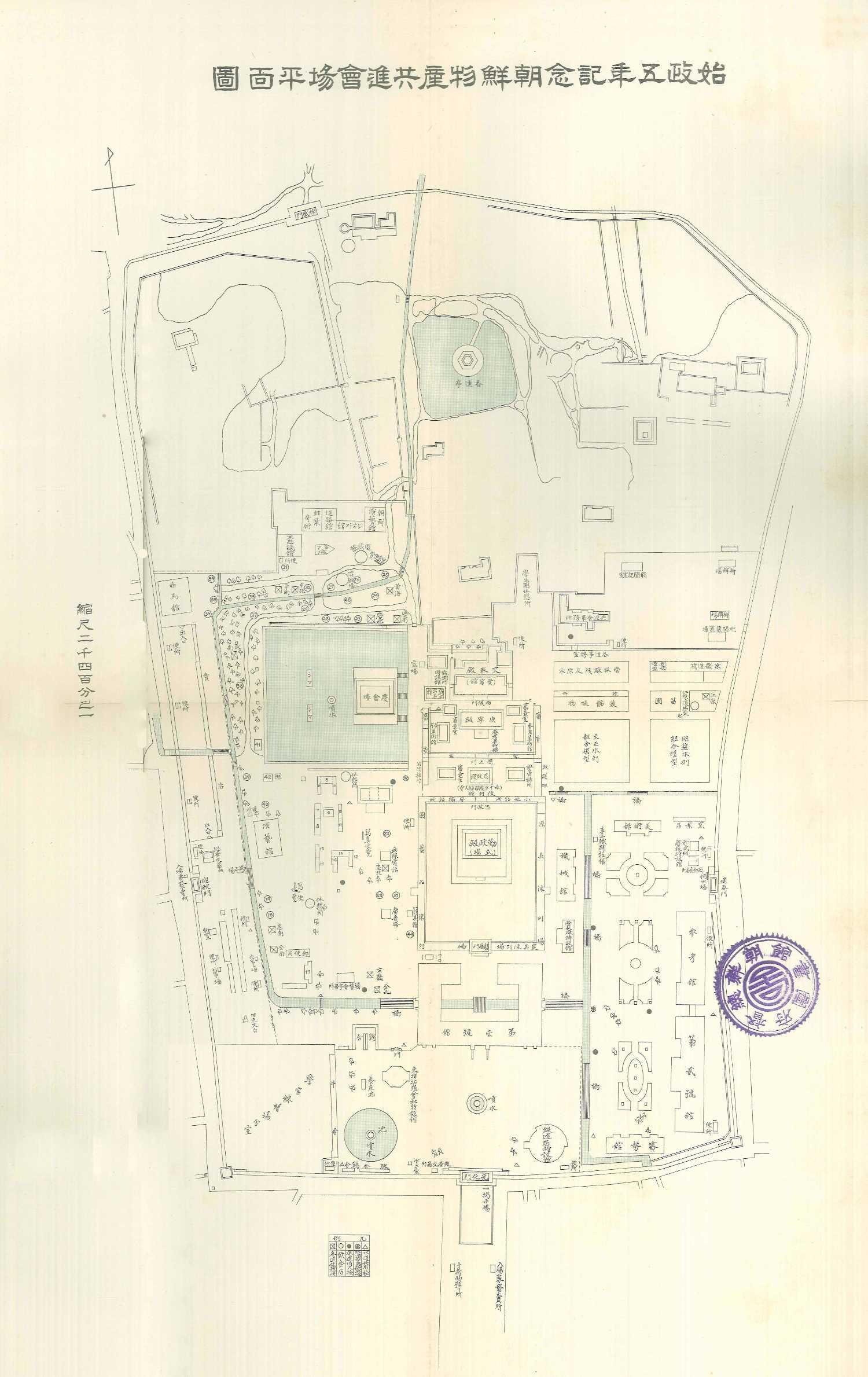
Plan de l'exposition industrielle de Choson.
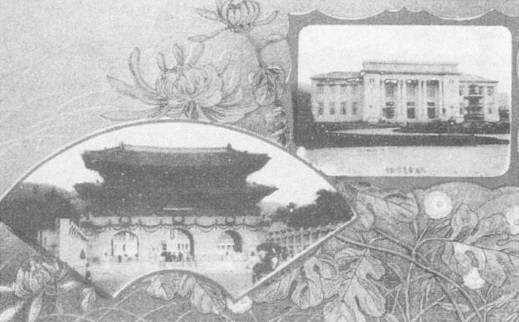
Carte postale avec le Gwanghwamun (porte traditionnelle Coréenne) et le bâtiment des beaux-arts (Corée/Japon moderne).
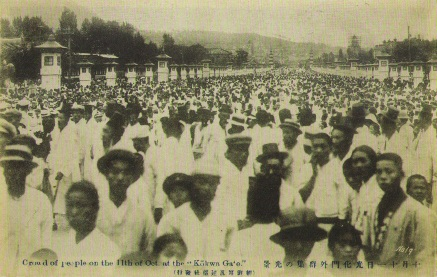
Foule de monde pour le premier jour de l'exposition industrielle de Choson.
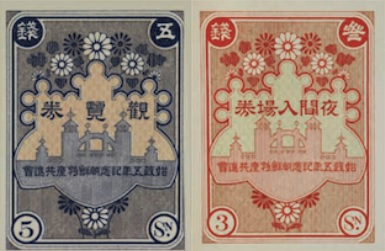
Tickets d'entrées de l'exposition industrielle de Choson (à gauche l'exposition de jour, à droite pour l'exposition de nuit)